# Charles Beck

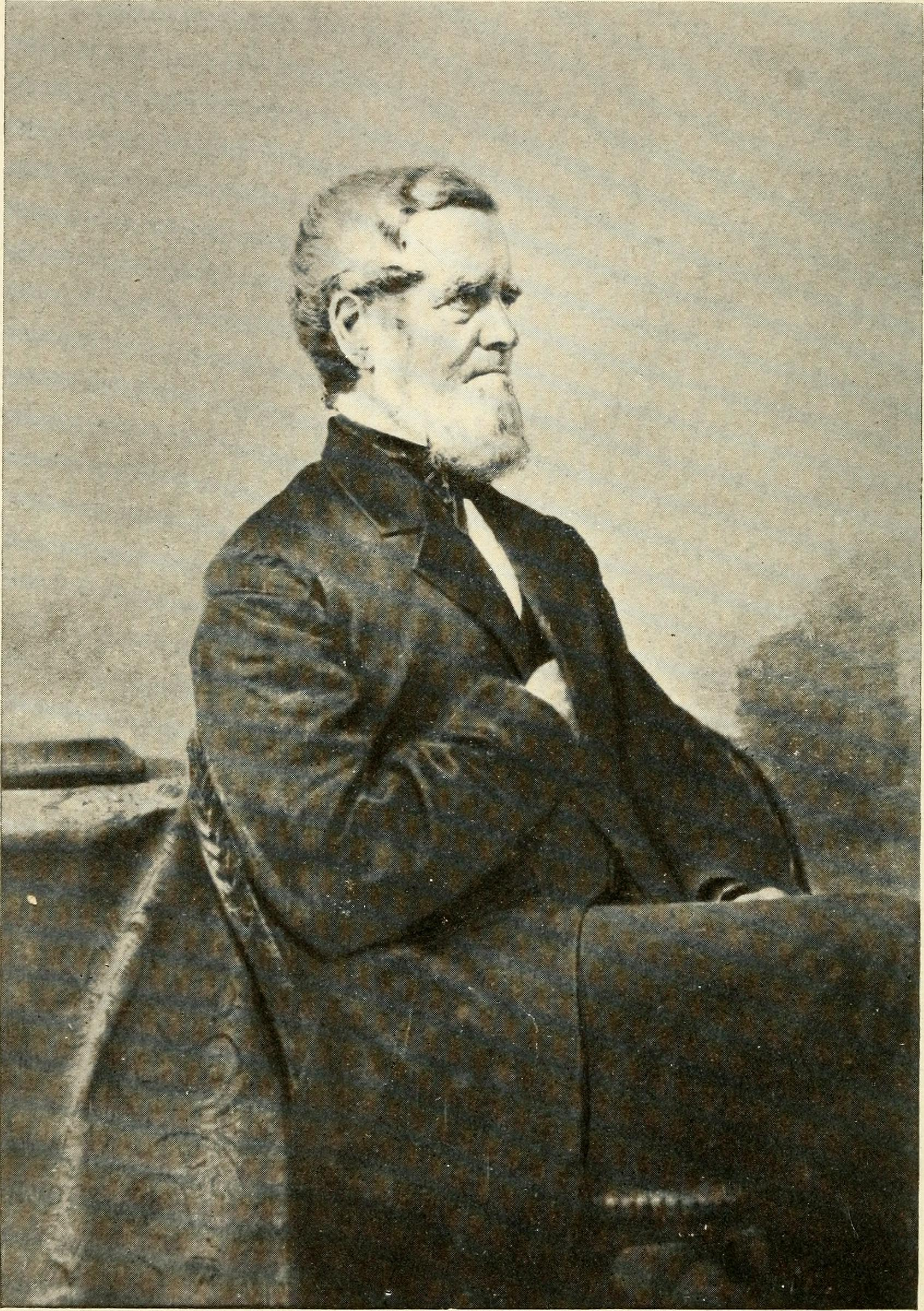
Charles Beck

Charles (ursprünglich Karl) Ludwig Beck (* 19. August 1798 in Heidelberg; † 19. März 1866 in Cambridge, Massachusetts, Vereinigte Staaten) war ein deutsch-amerikanischer Philologe, Theologe und Politiker.

## Leben
Als Sohn eines Kaufmanns und Stiefsohn von Wilhelm Martin Leberecht de Wette geboren, studierte Beck nach dem Besuch des Humanistischen Gymnasiums in Heidelberg Klassische Philologie und Theologie in Berlin, Tübingen und Heidelberg. Während seines Studiums wurde er 1820 Mitglied der Burschenschaft Germania Tübingen und 1822 Mitglied der Alten Heidelberger Burschenschaft. 1821 war er Abgeordneter beim Streitberger Burschentag. Er war Mitglied des Jünglingsbundes. 1823 wurde er in Tübingen zum Dr. phil. promoviert. Nach seinem Studium wurde er als Burschenschafter verfolgt und floh nach Basel zu seinem Stiefvater. Dort machte er seinen Abschluss in Theologie und war in Folge als Privatdozent tätig. 
1824 wanderte er zusammen mit Karl Follen in die USA aus, wo er unter anderem in der Round Hill School arbeitete, eine Schule gründete und ab 1832 am Harvard College Professor für Lateinische Sprache und Literatur wurde. 1850 wurde er emeritiert. 1843 wurde er Mitglied der American Oriental Society, 1845 der American Academy of Arts and Sciences. 1865 wurde er für Cambridge Abgeordneter im Repräsentantenhaus von Massachusetts. Er verfasste zahlreiche Schriften.